# Kurbergsmyrarna
Kurbergsmyrarna är ett naturreservat i Falu kommun i Dalarnas län.
Området är naturskyddat sedan 2008 och är 69 hektar stort. Reservatet består av myrar och opåverkade skogar samt sumpskogar längs Örabäcken.